# Marrella

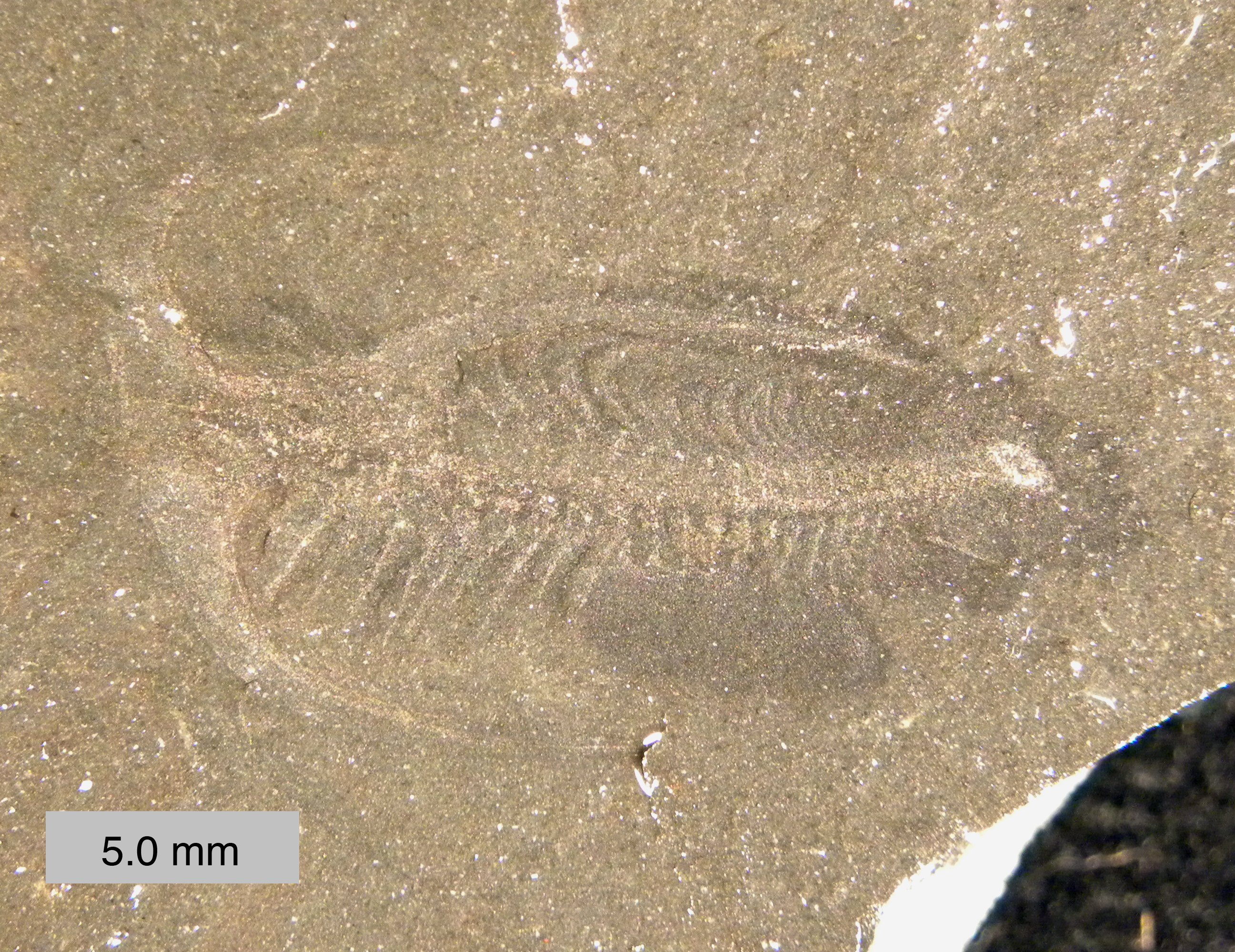
Marrella splendens — скам'янілість з сланців Берджес

Marrella splendens — вид вимерлих членистоногих, відомих за рештками зі сланців Берджес — відкладень середнього кембрійського періоду, розташованих в Канаді, в провінції Британська Колумбія. Невелика придонна істота. Одна з найпоширеніших тварин з тих сланців.

## Історія вивчення
Маррелла була першою скам'янілістю, знайденою Чарлзом Дуліттлом Уолкоттом у Бургеських сланцях. Це сталося в 1909 р.. Уолкотт охарактеризував марреллу як «мереживного краба» і відніс її до трилобітів, але зазначив, що вона для них досить нетипова. Потім вона була віднесена до класу Trilobitoidea в науковій праці « Трактат з палеонтології безхребетних» (англ. Treatise on Invertebrate Palaeontology). В 1971 р. Гаррі Уїттінгтон здійснив ретельний переопис тварини і, на основі її ніг, зябер і головних придатків дійшов висновку, що це був не трилобіт, не хеліцерове, не ракоподібне.
Маррелла — один з декількох унікальних схожих на артропод організмів з цієї знаменитої геологічної формації, ідентифікованих фахівцями. Іншими такими істотами є опабінія і Yohoia. Незвичайні і різноманітні властивості цих створінь на момент їх відкриття були просто фантастичними, а самі ж скам'янілості допомогли з'ясувати, що м'якотіла фауна сланців Берджес була більш складною і різноманітною, ніж очікувалося раніше.

## Морфологічні ознаки

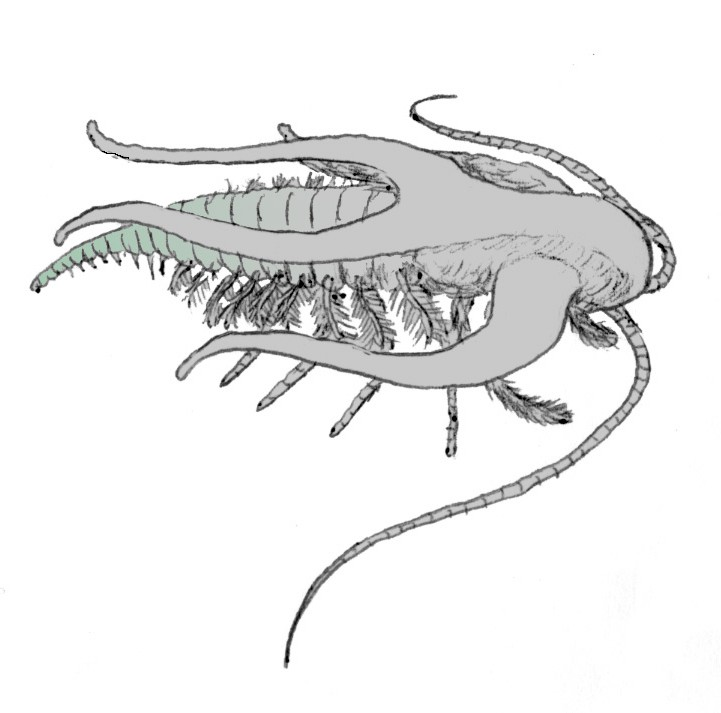
Реконструкція прижиттєвого вигляду маррелли

Маррелла була невеличкою тваринкою, досягаючи лише 10 мм в довжину і 12 мм в ширину. Вона мала дві пари загнутих бічних (латеральних) шипів і ще дві пари великих, спрямованих назад шипів на головному щиті. На протилежному боці голови були дві пари вусиків. Вусики однієї пари були довгими і широкими, а іншої — коротшими, але міцнішими. Тіло маррелли складалося з 24-26 сегментів, кожен з яких мав пару розгалужених придатків. Нижнє відгалуження кожного придатка було ногою для ходьби, а верхнє — довгою перистої форми зяброю. Наприкінці тораксу містився крихітний, схожий на ґудзик, тельсон. Залишається неясним, яким чином фоссилізувалися голова і шипи, в яких не було мінеральних речовин. Для трилобіта у маррелли було занадто багато вусиків, занадто мало так званих головних, або цефалічних, ніг і занадто мало члеників у кінцівках. У неї не було трьох пар ніг позаду рота, що є характерною ознакою ракоподібних. Кінцівки маррелл теж дуже відрізняються від таких у ракоподібних.
При аналізі скам'янілостей фахівці виявили мікроскопічний візерунок, що є фактично дифракційною ґраткою. Це свідчить про те, що за життя маррелла мала яскраве, барвисте тіло, що переливалося всіма кольорами веселки. На задньому, а іноді і на передньому кінці скам'янілостей маррелл часто спостерігається темна пляма — ймовірно, сліди рідини, що утворилася при розкладі.

## Палеоекологія
Припускається, що маррелла була бентосним (тобто придонним) морським падальщиком і харчувалася детритом та іншими органічними частками і рештками. Одна виняткова скам'янілість показує тварину в момент линьки (екдизіса).

## Таксономія

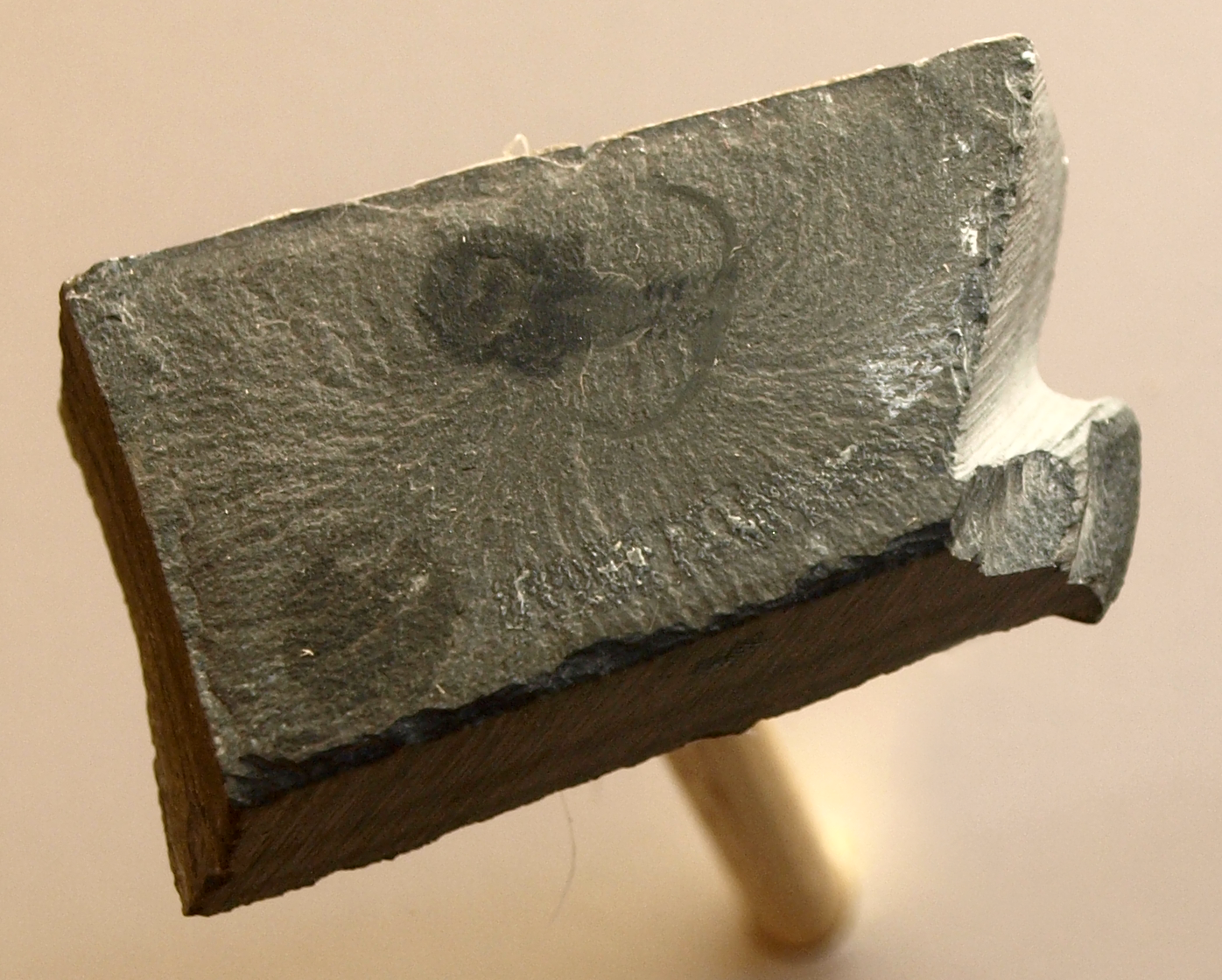
Експонат Музею Редпат, Монреаль.

Марреллу вважають членистоногим з стем-групи, іншими словами, вона має предка, спільного з більшістю сучасних представників даного класу. Незважаючи на свою схожість з трилобітами, вона близька до них не більше, ніж до будь-якої іншої групи членистоногих.

## Місця і вік знахідок
Маррелла — скам'янілість, яка найбільш часто зустрічається в сланцях Берджес, скам'янілості даної істоти були знайдені в формації Стівена (англ. Stephen Formation), пачці Walcott Quarry (англ. Walcott Quarry Member). Більшість екземплярів знайшли в так званому «похованні маррелл» (англ. Marrella bed), тонкому ярусі, але вони дуже поширені і в місці оголення сланців. Всього було виявлено понад 25 тис. примірників; 5028 з них знайшли в так званому «пласті філоподов», де вони становлять 9,56% від загального числа скам'янілостей. Мешкала ця істота на нашій планеті приблизно 520 млн років тому, протягом марджуманського віку (англ. Marjuman Stage) середньокембрійської епохи.
Маррелломорфи — схожі з марреллою організми — широко розповсюджені в інших покладах кембрійського періоду, іноді їх навіть знаходять у відкладеннях девону.

## Ресурси Інтернету
- Marrella splendens [Архівовано 19 грудня 2013 у Wayback Machine.]. Burgess Shale Fossil Gallery. Віртуальний музей Канади. 2011.
- Реконструкція Marrella з колекції Чарлза Дуліттла Уолкотта (Charles Doolittle Walcott) [Архівовано 29 травня 2014 у Wayback Machine.]. Національний музей природної історії (Вашингтон), Historical Art Gallery